# Championnat d'Uruguay de football 1970
Navigation
Édition précédente Édition suivante
La 68e édition du championnat d'Uruguay de football est remportée par le Club Nacional de Football. C’est le vingt-neuvième titre de champion du club, le deuxième consécutif. Le Nacional l’emporte avec un point d’avance sur le Club Social y Deportivo Huracán Buceo qui vient juste de parvenir dans l’élite uruguayenne. Club Atlético Peñarol  complète le podium.
La Fédération d'Uruguay de football fait évoluer la structure du championnat. La première phase consiste en un championnat regroupant les onze équipes de la première division en matchs aller-retour. Au terme des vingt premiers matchs, le championnat est scindé en deux groupes de six et cinq équipes. Les six premiers disputent une poule pour le titre et les cinq dernières une poule pour échapper à la relégation. 
Le système de promotion est particulièrement complexe. L’objectif est de faire passer la première division de 11 à 12 équipes. Le premier de la deuxième division Danubio Fútbol Club  accède directement à l’élite. Les deux derniers de la poule de relégation et les deuxième et troisième de deuxième division s’affronte pour connaitre le deuxième qualifié.
Les deux derniers de cette poule rencontrent les deux premiers de la deuxième. Defensor Sporting Club sort vainqueur d’une poule aussi composée de Rampla Juniors Fútbol Club, Club Atlético Progreso et Central Español Fútbol Club. Central deuxième de cette poule l’accompagne en première division et Rampla descend en deuxième division.
Tous les clubs participant au championnat sont basés dans l’agglomération de Montevideo.
L’argentin Luis Artime (Nacional) termine avec 24 buts en 20 matchs meilleur buteur du championnat.

## Les clubs de l'édition 1970
| \| Montevideo: · Bella Vista · Club Atlético Cerro · Nacional · Peñarol · Club Atlético Progreso · Rampla Juniors · Racing Club · Sud América · Defensor · Liverpool · River Plate · Huracán Buceo Montevideo \| Localisation des clubs engagés dans le championnat. |
| Montevideo: · Bella Vista · Club Atlético Cerro · Nacional · Peñarol · Club Atlético Progreso · Rampla Juniors · Racing Club · Sud América · Defensor · Liverpool · River Plate · Huracán Buceo Montevideo                                                           |

| Club                                  | Stade                       | Capacité | Ville      |
| ------------------------------------- | --------------------------- | -------- | ---------- |
| Club Atlético Bella Vista             | Parque José Nasazzi         | -        | Montevideo |
| Club Atlético Cerro                   | Estadio Luis Tróccoli       | -        | Montevideo |
| Defensor Sporting Club                | Estadio Luis Franzini       | -        | Montevideo |
| Club Social y Deportivo Huracán Buceo | Parque Huracán              | -        | Montevideo |
| Institución Atlética Sud América      | -                           | -        | Montevideo |
| Liverpool Fútbol Club                 | -                           | -        | Montevideo |
| Club Nacional de Football             | Estadio Gran Parque Central | -        | Montevideo |
| Club Atlético Peñarol                 | Estadio Centenario          | -        | Montevideo |
| Racing Club de Montevideo             | Parque Osvaldo Roberto      | -        | Montevideo |
| Rampla Juniors Fútbol Club            | Estadio Olímpico            | -        | Montevideo |
| Club Atlético River Plate             | -                           | -        | Montevideo |

## Compétition

### Classement

#### Premier tour
Le classement est établi sur le barème de points suivant : victoire à 2 points, match nul à 1, défaite à 0.
| Rang | Équipe                                  | Pts | J  | G  | N  | P  | Bp | Bc | Diff |
| ---- | --------------------------------------- | --- | -- | -- | -- | -- | -- | -- | ---- |
| 1    | 'Club Nacional de Football T'           | 37  | 20 | 18 | 1  | 1  | 48 | 12 | +36  |
| 2    | Club Atlético Peñarol                   | 31  | 20 | 12 | 7  | 1  | 37 | 16 | +21  |
| 3    | Club Social y Deportivo Huracán Buceo P | 23  | 20 | 6  | 11 | 3  | 14 | 9  | +5   |
| 4    | Liverpool Fútbol Club                   | 22  | 20 | 8  | 6  | 6  | 20 | 15 | +5   |
| 5    | Defensor Sporting Club                  | 19  | 20 | 6  | 7  | 7  | 18 | 22 | -4   |
| 6    | Club Atlético Cerro                     | 19  | 20 | 5  | 9  | 6  | 17 | 21 | -4   |
| 7    | Club Atlético Bella Vista               | 16  | 20 | 2  | 12 | 6  | 22 | 29 | -7   |
| 8    | Institución Atlética Sud América        | 14  | 20 | 3  | 9  | 8  | 14 | 26 | -12  |
| 9    | Rampla Juniors Fútbol Club              | 14  | 20 | 3  | 8  | 9  | 11 | 26 | -15  |
| 10   | Club Atlético River Plate               | 13  | 20 | 4  | 5  | 11 | 16 | 24 | -8   |
| 11   | Racing Club de Montevideo               | 12  | 20 | 2  | 8  | 10 | 21 | 38 | -17  |

| Légende : Qualifications et relégations | Légende : Qualifications et relégations      |
| --------------------------------------- | -------------------------------------------- |
|                                         | Qualification pour la Copa Libertadores 1971 |
|                                         | Disputent la poule de relégation             |
|                                         | T : Tenant du titre P : Promus               |

#### Poule pour le titre
| Rang | Équipe                                  | Pts | J  | G | N | P | Bp | Bc | Diff |
| ---- | --------------------------------------- | --- | -- | - | - | - | -- | -- | ---- |
| 1    | 'Club Nacional de Football T'           | 8   | 5  | 3 | 2 | 0 | 12 | 6  | +6   |
| 2    | Club Social y Deportivo Huracán Buceo P | 7   | 20 | 3 | 1 | 1 | 7  | 2  | +5   |
| 3    | Club Atlético Peñarol                   | 7   | 5  | 2 | 3 | 0 | 6  | 3  | +3   |
| 4    | Liverpool Fútbol Club                   | 5   | 5  | 1 | 3 | 1 | 6  | 8  | -2   |
| 5    | Club Atlético Cerro                     | 2   | 5  | 1 | 0 | 4 | 12 | 16 | -4   |
| 6    | Club Atlético Bella Vista               | 1   | 5  | 0 | 1 | 4 | 7  | 15 | -8   |

| Légende : Qualifications et relégations | Légende : Qualifications et relégations |
| --------------------------------------- | --------------------------------------- |
|                                         | Champion d'Uruguay                      |
|                                         | T : Tenant du titre P : Promus          |

#### Poule de relégation
| Rang | Équipe                           | Pts | J | G | N | P | Bp | Bc | Diff |
| ---- | -------------------------------- | --- | - | - | - | - | -- | -- | ---- |
| 1    | Institución Atlética Sud América | 6   | 4 | 2 | 2 | 0 | 4  | 1  | +3   |
| 2    | Club Atlético River Plate        | 5   | 4 | 2 | 1 | 1 | 6  | 5  | +1   |
| 3    | Racing Club de Montevideo        | 5   | 4 | 1 | 3 | 0 | 3  | 2  | +1   |
| 4    | Defensor Sporting Club           | 3   | 4 | 1 | 1 | 2 | 2  | 2  | 0    |
| 5    | Rampla Juniors Fútbol Club       | 1   | 4 | 0 | 1 | 3 | 4  | 9  | -5   |

| Légende : Qualifications et relégations | Légende : Qualifications et relégations      |
| --------------------------------------- | -------------------------------------------- |
|                                         | Disputent le barrage de promotion/relégation |

#### Barrage de promotion/relégation
| Rang | Équipe                      | Pts | J | G | N | P | Bp | Bc | Diff |
| ---- | --------------------------- | --- | - | - | - | - | -- | -- | ---- |
| 1    | Defensor Sporting Club      | 5   | 3 | 2 | 1 | 0 | 8  | 1  | +7   |
| 2    | Central Español Fútbol Club | 4   | 3 | 1 | 2 | 0 | 3  | 2  | +1   |
| 3    | Club Atlético Progreso      | 3   | 3 | 1 | 1 | 1 | 3  | 4  | -1   |
| 4    | Rampla Juniors Fútbol Club  | 0   | 3 | 0 | 0 | 3 | 1  | 8  | -7   |

| Légende : Qualifications et relégations | Légende : Qualifications et relégations |
| --------------------------------------- | --------------------------------------- |
|                                         | Qualification en première division      |

## Bilan de la saison
| Championnat d'Uruguay de football 1970 |                                                 |
| Champion                               | Club Nacional de Football (29e titre)           |
| Qualifications continentales           |                                                 |
| Copa Libertadores 1971                 | Club Nacional de Football                       |
| Copa Libertadores 1971                 | Club Atlético Peñarol                           |
| Promotions et relégations              |                                                 |
| Promus en Primera División             | Danubio Fútbol Club Central Español Fútbol Club |
| Relégués en Intermedia                 | Rampla Juniors Fútbol Club                      |

## Statistiques

### Meilleur buteur
- Luis Artime  (Nacional) 21 buts.